# Luana de Orange-Nassau
Ema Luana Ninete Sofia (Emma Luana Ninette Sophie; Londres, 26 de março de 2005) é a filha mais velha do falecido príncipe João Friso de Orange-Nassau e de sua esposa, Mabel Wisse Smit, sendo então neta da rainha Beatriz e sobrinha do atual rei, Guilherme Alexandre dos Países Baixos. 
Luana possui uma irmã mais nova: Zaria (nascida em 2006).
Atualmente Luana está a viver e estudar em Londres, com sua mãe e irmã.
Mabel Wisse Smit e o príncipe João Friso casaram-se em Delft, em 24 de abril de 2004. Por não ter recebido a permissão do parlamento holandês para o casamento, o príncipe João Friso perdeu seu lugar na linha de sucessão ao trono holandês. Portanto, nem o príncipe João Friso, nem a princesa Mabel, nem seus descendentes estão inclusos na linha de sucessão.

## Nascimento e batismo
A condessa Luana nasceu no dia 26 de março de 2005, em Londres, Reino Unido. Ela é uma de oito netos de Beatriz, rainha emérita dos Países Baixos, e de seu marido, Claus, Príncipe Consorte, o qual morreu em 6 de outubro de 2002, de doença prologanda, aos 76 anos de idade.
Ema Luana Ninete Sofia foi batizada no dia 18 de dezembro de 2005, no Palácio de Huis ten Bosch, em Haia, uma cidade localizada no oeste da Holanda. Na cerimônia, estiveram presentes amigos e parentes de seus pais, incluindo representantes de outras Casas Reais.
Seus padrinhos foram: o príncipe Constantino (seu tio paterno), Eveline Wisse Smit (sua tia paterna), a baronesa Sophie von der Recke (sua prima paterna) e Emma Bonino (amiga de seus pais).
Foi batizada com os seguintes nomes:
- Ema: refere-se à sua tataravó, a princesa Ema de Waldeck e Pyrmont, e à sua madrinha, Emma Bonino;
- Luana: é um nome germânico que significa "guerreiro". Seus pais o escolheram porque acharam um nome bonito;
- Ninete: são nomes comuns na família de sua mãe;
- Sofia: é o nome de uma de suas madrinhas.

## Morte do pai
Em 17 de fevereiro de 2012, o príncipe João Friso foi surpreendido por uma avalanche na localidade de Lech am Arlberg, na Áustria, enquanto esquiava fora da pista. Ele foi levado para um hospital em Innsbruck em estado crítico, mas estável. Posteriores testes mostraram que ele sofreu enormes danos cerebrais devido à falta de oxigénio. Após um ano e meio, no dia 12 de agosto de 2013 pela manhã, o príncipe morreu aos 44 anos devido a complicações do acidente.

## Aparições públicas
Após a morte do marido, a princesa Mabel tenta ao máximo proteger a vida privada de suas filhas. Portanto, são poucas as vezes em que Luana pode ser vista aos olhos do público.
Em fevereiro de 2014, juntamente com sua mãe, irmã e outros membros da família real, Luana foi fotografada esquiando em Lech am Arlberg, na Áustria, o que já se tornou uma tradição anual na família real holandesa.

## Títulos
- 26 de março de 2005 - presente: "Ema Luana Ninete Sofia, Condessa de Orange-Nassau, Senhora de Amsberg"

Internacionalmente, Luana é conhecida apenas como "condessa Luana de Orange-Nassau".